# Leuctra hippopoides
Leuctra hippopoides är en bäcksländeart som beskrevs av Kacanski och Peter Zwick 1970. Leuctra hippopoides ingår i släktet Leuctra och familjen smalbäcksländor. Inga underarter finns listade i Catalogue of Life.